# Rosenborg Ballklub 2020
Questa voce raccoglie le informazioni riguardanti il Rosenborg Ballklub nelle competizioni ufficiali della stagione 2020.

## Stagione
A causa della pandemia di COVID-19, il 12 marzo 2020 è stato reso noto che la Norges Fotballforbund aveva inizialmente rinviato l'inizio dell'attività calcistica al 15 aprile. A seguito della decisione del ministero della cultura di vietare la ripresa delle attività fino al 15 giugno, i calendari del campionato sono stati ancora rimodulati. Il 7 maggio, il ministro della cultura Abid Raja ha confermato che l'Eliteserien sarebbe ricominciata il 16 giugno. Il 12 giugno, Raja ha reso noto che sarebbe stata permessa una capienza massima di 200 spettatori. Dal 30 settembre, la capienza è stata aumentata a 600 spettatori.
Il 25 giugno, il Rosenborg ha sollevato dall'incarico l'allenatore Eirik Horneland. Il 26 giugno, è stato reso noto che a guidare la squadra sarebbe stato Trond Henriksen, nell'attesa di una decisione definitiva da parte dei vertici del club. La scelta è caduta su Åge Hareide, che avrebbe dovuto guidare la squadra a partire dal 1º agosto. Il 21 luglio, però, Hareide si è tirato indietro per motivi di salute, pertanto il Rosenborg ha annunciato che Henriksen avrebbe terminato la stagione come allenatore della squadra. Il 17 agosto, Hareide è tornato sui suoi passi, accettando di diventare l'allenatore del Rosenborg a partire dal 1º settembre.
Il 10 settembre 2020, la Norges Fotballforbund – dopo diversi rinvii – ha dovuto annullare l'edizione stagionale del Norgesmesterskapet, a causa dell'impossibilità di disputare tutte le partite previste a causa della condensazione del calendario del campionato. Anche il calciomercato è stato organizzato quindi diversamente, con una sessione estiva e una autunnale.
Il Rosenborg ha chiuso la stagione al 4º posto finale. In Europa League, dopo aver eliminato Breiðablik, Ventspils e Alanyaspor, la squadra norvegese si è arresa al PSV agli spareggi. Carlo Holse è stato il calciatore più utilizzato in stagione, a quota 34 presenze; Dino Islamović è stato invece il miglior marcatore a quota 14 reti.

## Maglie e sponsor
Lo sponsor tecnico per la stagione 2020 è stato Adidas, mentre lo sponsor ufficiale è stato SpareBank 1. La divisa casalinga è composta da una maglietta bianca con inserti neri, pantaloncini neri e calzettoni bianchi. Quella da trasferta era invece composta da una maglietta nera con un motivi leggermente sfumato, pantaloncini bianchi e calzettoni neri.
| Casa | Trasferta |

## Rosa
| N. |                       | Ruolo | Calciatore              |
| -- | --------------------- | ----- | ----------------------- |
| 1  | Norvegia (bandiera)   | P     | André Hansen            |
| 2  | Norvegia (bandiera)   | D     | Vegar Eggen Hedenstad   |
| 3  | Norvegia (bandiera)   | D     | Birger Meling           |
| 4  | Norvegia (bandiera)   | D     | Tore Reginiussen        |
| 5  | Norvegia (bandiera)   | C     | Per Ciljan Skjelbred    |
| 7  | Norvegia (bandiera)   | D     | Markus Henriksen        |
| 8  | Norvegia (bandiera)   | C     | Anders Konradsen        |
| 9  | Montenegro (bandiera) | A     | Dino Islamović          |
| 10 | Norvegia (bandiera)   | A     | Pål André Helland       |
| 11 | Danimarca (bandiera)  | A     | Carlo Holse             |
| 13 | Norvegia (bandiera)   | P     | Julian Faye Lund        |
| 14 | Svezia (bandiera)     | A     | Rasmus Wiedesheim-Paul  |
| 14 | Norvegia (bandiera)   | A     | Torgeir Børven          |
| 15 | Islanda (bandiera)    | D     | Hólmar Örn Eyjólfsson   |
| 15 | Norvegia (bandiera)   | C     | Anders Trondsen         |
| 16 | Norvegia (bandiera)   | D     | Even Hovland            |
| 18 | Norvegia (bandiera)   | C     | Kristoffer Zachariassen |
| 19 | Norvegia (bandiera)   | D     | Gustav Valsvik          |
| 20 | Norvegia (bandiera)   | C     | Edvard Tagseth          |

| N. |                     | Ruolo | Calciatore              |
| -- | ------------------- | ----- | ----------------------- |
| 21 | Norvegia (bandiera) | D     | Erlend Dahl Reitan      |
| 22 | Norvegia (bandiera) | C     | Gjermund Åsen           |
| 23 | Norvegia (bandiera) | A     | Filip Brattbakk         |
| 24 | Norvegia (bandiera) | P     | Sander Tangvik          |
| 25 | Guinea (bandiera)   | D     | Pa Konate               |
| 25 | Norvegia (bandiera) | C     | Marius Lundemo          |
| 26 | Norvegia (bandiera) | D     | Warren Kamanzi          |
| 27 | Norvegia (bandiera) | C     | Oscar Solnørdal         |
| 28 | Nigeria (bandiera)  | A     | Samuel Adegbenro        |
| 30 | Norvegia (bandiera) | C     | Joachim Solem           |
| 33 | Norvegia (bandiera) | D     | Håkon Gangstad          |
| 34 | Norvegia (bandiera) | A     | Erik Botheim            |
| 35 | Norvegia (bandiera) | A     | Emil Ceide              |
| 36 | Norvegia (bandiera) | C     | Daniel Flaathe-Simonsen |
| 37 | Norvegia (bandiera) | C     | Mikael Johnsen          |
| 38 | Norvegia (bandiera) | D     | Mikkel Ceide            |
| 39 | Norvegia (bandiera) | D     | Sondre Skogen           |
| 41 | Norvegia (bandiera) | A     | Franklin Nyenetue       |

## Calciomercato

### Sessione invernale(dal 09/01 al 01/04)
| Arrivi           | Arrivi                  | Arrivi       | Arrivi        |
| R.               | Nome                    | da           | Modalità      |
| ---------------- | ----------------------- | ------------ | ------------- |
| P                | Julian Faye Lund        | Mjøndalen    | fine prestito |
| D                | Erlend Dahl Reitan      | Bodø/Glimt   | fine prestito |
| C                | Kristoffer Zachariassen | Sarpsborg 08 | definitivo    |
| A                | Andreas Helmersen       | Odd          | fine prestito |
| A                | Carlo Holse             | Copenaghen   | definitivo    |
| A                | Dino Islamović          | Östersund    | definitivo    |
| Altre operazioni |                         |              |               |
| R.               | Nome                    | da           | Modalità      |
| C                | Olaus Skarsem           | Ranheim      | fine prestito |
| A                | Jonathan Levi           | Elfsborg     | fine prestito |

| Partenze | Partenze            | Partenze         | Partenze      |
| R.       | Nome                | a                | Modalità      |
| -------- | ------------------- | ---------------- | ------------- |
| P        | Arild Østbø         |                  | svincolato    |
| D        | Tobias Bjørnebye    | Sogndal          | definitivo    |
| D        | Đorđe Denić         | Apollōn Limassol | prestito      |
| C        | Mike Jensen         | APOEL            | definitivo    |
| C        | Olaus Skarsem       |                  | svincolato    |
| A        | Babajide David      | Midtjylland      | fine prestito |
| A        | Yann-Erik de Lanlay |                  | svincolato    |
| A        | Jonathan Levi       | IFK Norrköping   | definitivo    |
| A        | Bjørn Maars Johnsen | AZ Alkmaar       | fine prestito |
| A        | Alexander Søderlund | Häcken           | definitivo    |

### Sessione estiva(dal 10/06 al 30/06)
| Arrivi | Arrivi               | Arrivi | Arrivi     |
| R.     | Nome                 | da     | Modalità   |
| ------ | -------------------- | ------ | ---------- |
| C      | Per Ciljan Skjelbred |        | svincolato |
| A      | Torgeir Børven       | Odd    | definitivo |

| Partenze | Partenze | Partenze | Partenze |
| R.       | Nome     | a        | Modalità |
| -------- | -------- | -------- | -------- |

### Tra la sessione estiva e la sessione autunnale
| Arrivi | Arrivi | Arrivi | Arrivi   |
| R.     | Nome   | da     | Modalità |
| ------ | ------ | ------ | -------- |

| Partenze | Partenze        | Partenze    | Partenze   |
| R.       | Nome            | a           | Modalità   |
| -------- | --------------- | ----------- | ---------- |
| D        | Birger Meling   | Nîmes       | definitivo |
| C        | Mikael Johnsen  | Feyenoord   | prestito   |
| C        | Marius Lundemo  | APOEL       | definitivo |
| C        | Anders Trondsen | Trabzonspor | definitivo |
| A        | Erik Botheim    | Stabæk      | prestito   |

### Sessione autunnale(dall'08/09 al 05/10)
| Arrivi | Arrivi                 | Arrivi           | Arrivi     |
| R.     | Nome                   | da               | Modalità   |
| ------ | ---------------------- | ---------------- | ---------- |
| D      | Hólmar Örn Eyjólfsson  |                  | svincolato |
| D      | Markus Henriksen       | Hull City        | definitivo |
| D      | Pa Konate              | Jönköpings Södra | definitivo |
| A      | Rasmus Wiedesheim-Paul | Halmstad         | definitivo |

| Partenze | Partenze          | Partenze        | Partenze   |
| R.       | Nome              | a               | Modalità   |
| -------- | ----------------- | --------------- | ---------- |
| D        | Sondre Skogen     | Feyenoord       | prestito   |
| D        | Gustav Valsvik    | Stabæk          | prestito   |
| C        | Iver Westerlund   | Stjørdals-Blink | prestito   |
| A        | Torgeir Børven    | Ankaragücü      | definitivo |
| A        | Filip Brattbakk   | Raufoss         | prestito   |
| A        | Franklin Nyenetue | Stjørdals-Blink | prestito   |

## Risultati

### Eliteserien

#### Girone di andata
| Trondheim 16 giugno 2020, ore 18:00 1ª giornata | Rosenborg    | 0 – 0 referto | Kristiansund BK | Lerkendal Stadion (200 spett.)\| Arbitro: \| Eskås (Oslo) \| |
| Arbitro:                                        | Eskås (Oslo) |               |                 |                                                              |

| Arbitro: | Moen (Haugesund) |

|                |           |  |
| Omoijuanfo 47’ | Marcatori |  |

| Arbitro: | Hagen (Grue) |

|                                 |           |                                                  |
| Bjørkan 67’ (aut.) Trondsen 82’ | Marcatori | 22’ (rig.) Zinckernagel 87’ Junker 90’ Solbakken |

| Arbitro: | Hansen (Feda) |

|            |           |                       |
| Koomson 5’ | Marcatori | 45’ Hovland 90’ Holse |

| Arbitro: | Steen (Bergen) |

|             |           |             |
| Lundemo 20’ | Marcatori | 79’ Näsberg |

| Arbitro: | Moen (Haugesund) |

|  |           |                                            |
|  | Marcatori | 59’ Valsvik 66’ Islamović 73’ Zachariassen |

| Arbitro: | Hobber Nilsen (Oslo) |

|                                         |           |  |
| Helland 68’ Zachariassen 81’ Børven 90’ | Marcatori |  |

| Kristiansand 16 luglio 2020, ore 20:30 8ª giornata | Start               | 0 – 0 referto | Rosenborg | Sparebanken Sør Arena (200 spett.)\| Arbitro: \| Hagenes (Flaktveit) \| |
| Arbitro:                                           | Hagenes (Flaktveit) |               |           |                                                                         |

| Arbitro: | Hansen (Feda) |

|                       |           |          |
| Zachariassen 15’, 73’ | Marcatori | 80’ Rufo |

| Arbitro: | Saggi (Drammen) |

|                    |           |  |
| Sandberg 9’ (rig.) | Marcatori |  |

| Arbitro: | Eskås (Oslo) |

|                                    |           |  |
| Helland 40’ Hovland 56’ Børven 78’ | Marcatori |  |

| Arbitro: | Skjerven (Kaupanger) |

|                                    |           |           |
| Lunding 28’ Dahl Reitan 55’ (aut.) | Marcatori | 67’ Holse |

| Arbitro: | Hansen (Feda) |

|                                                       |           |               |
| Åsen 4’ Holse 62’, 68’ Zachariassen 79’ Islamović 90’ | Marcatori | 26’ Coulibaly |

| Arbitro: | Saggi (Drammen) |

|                                            |           |                      |
| Islamović 32’ (rig.), 34’ Zachariassen 45’ | Marcatori | 16’, 69’ Friðjónsson |

| Arbitro: | Eskås (Oslo) |

|  |           |                           |
|  | Marcatori | 33’ Åsen 42’ Zachariassen |

#### Girone di ritorno
| Arbitro: | Skjerven (Kaupanger) |

|                               |           |                            |
| Tagseth 12’ Børven 55’ (rig.) | Marcatori | 48’ Vetlesen 84’ Edvardsen |

| Arbitro: | Amland (Bergen) |

|                                                  |           |                                        |
| Salvesen 16’ Eggen Hedenstad 18’ (aut.) Hove 59’ | Marcatori | 22’ Børven 84’ Skjelbred 87’ Islamović |

| Arbitro: | Hobber Nilsen (Oslo) |

|                                   |           |           |
| Islamović 50’ Eggen Hedenstad 80’ | Marcatori | 10’ Velde |

| Arbitro: | Aslam (Kaupanger) |

|            |           |                       |
| Haugen 62’ | Marcatori | 41’, 68’ Zachariassen |

| Arbitro: | Eskås (Oslo) |

|                                                            |           |             |
| Dahl Reitan 43’ Zachariassen 70’ Islamović 78’ (rig.), 83’ | Marcatori | 74’ Simović |

| Kristiansund 18 ottobre 2020, ore 18:00 21ª giornata | Kristiansund BK | 0 – 0 referto | Rosenborg | Kristiansund Stadion (200 spett.)\| Arbitro: \| Hansen (Feda) \| |
| Arbitro:                                             | Hansen (Feda)   |               |           |                                                                  |

| Arbitro: | Saggi (Drammen) |

|              |           |                          |
| Lindseth 70’ | Marcatori | 12’ Islamović 24’ Konate |

| Arbitro: | Amland (Bergen) |

|           |           |  |
| Holse 67’ | Marcatori |  |

| Arbitro: | Steen (Bergen) |

|                                             |           |  |
| Berisha 9’ (rig.) de Lanlay 20’ Vevatne 42’ | Marcatori |  |

| Arbitro: | Hansen (Feda) |

|                                 |           |                                   |
| Zachariassen 81’ Eyjólfsson 90’ | Marcatori | 22’ Taylor 23’ Bamba 46’ Svendsen |

| Arbitro: | Saggi (Drammen) |

|                                                                             |           |               |
| Junker 15’ Solbakken 27’ Zinckernagel 78’ Leikvoll Moberg 85’ Konradsen 87’ | Marcatori | 83’ Islamović |

| Arbitro: | Eskås (Oslo) |

|                                          |           |                |
| Islamović 8’, 31’ (rig.) Reginiussen 49’ | Marcatori | 20’ Omoijuanfo |

| Arbitro: | S. Smehus Kringstad (Oslo) |

|            |           |  |
| Dønnum 76’ | Marcatori |  |

| Arbitro: | Hansen (Feda) |

|                  |           |  |
| Zachariassen 90’ | Marcatori |  |

| Oslo 22 dicembre 2020, ore 18:00 30ª giornata | Sandefjord      | 0 – 0 referto | Rosenborg | Intility Arena (600 spett.)\| Arbitro: \| Saggi (Drammen) \| |
| Arbitro:                                      | Saggi (Drammen) |               |           |                                                              |

### Europa League
| Arbitro: | De Gabriele |

|                                            |           |                                    |
| Børven 4’, 29’ Reginiussen 17’ Hovland 24’ | Marcatori | 61’ Einarsson 90’ (rig.) Mikkelsen |

| Arbitro: | McLaughlin |

|           |           |                                                                    |
| Kozlov 5’ | Marcatori | 15’ (rig.), 45’ Islamović 37’ Konradsen 64’ Holse 71’ Zachariassen |

| Arbitro: | Tohver |

|               |           |  |
| Konradsen 59’ | Marcatori |  |

| Arbitro: | Massa |

|  |           |                      |
|  | Marcatori | 22’ Zahavi 61’ Gakpo |

## Statistiche

### Statistiche di squadra
| Competizione  | Punti | In casa | In casa | In casa | In casa | In casa | In casa | In trasferta | In trasferta | In trasferta | In trasferta | In trasferta | In trasferta | Totale | Totale | Totale | Totale | Totale | Totale | DR  |
| Competizione  | Punti | G       | V       | N       | P       | Gf      | Gs      | G            | V            | N            | P            | Gf           | Gs           | G      | V      | N      | P      | Gf     | Gs     | DR  |
| ------------- | ----- | ------- | ------- | ------- | ------- | ------- | ------- | ------------ | ------------ | ------------ | ------------ | ------------ | ------------ | ------ | ------ | ------ | ------ | ------ | ------ | --- |
| Eliteserien   | 52    | 15      | 10      | 3       | 2       | 34      | 16      | 15           | 5            | 4            | 6            | 16           | 19           | 30     | 15     | 7      | 8      | 50     | 35     | +15 |
| Europa League | -     | 3       | 2       | 0       | 1       | 5       | 4       | 1            | 1            | 0            | 0            | 5            | 1            | 4      | 3      | 0      | 1      | 10     | 5      | +5  |
| Totale        | -     | 18      | 12      | 3       | 3       | 39      | 20      | 16           | 6            | 4            | 6            | 21           | 20           | 34     | 18     | 7      | 9      | 60     | 40     | +20 |

### Andamento in campionato
| Giornata  | 1 | 2  | 3  | 4  | 5  | 6 | 7 | 8 | 9 | 10 | 11 | 12 | 13 | 14 | 15 | 16 | 17 | 18 | 19 | 20 | 21 | 22 | 23 | 24 | 25 | 26 | 27 | 28 | 29 | 30 |
| --------- | - | -- | -- | -- | -- | - | - | - | - | -- | -- | -- | -- | -- | -- | -- | -- | -- | -- | -- | -- | -- | -- | -- | -- | -- | -- | -- | -- | -- |
| Luogo     | C | T  | C  | T  | C  | T | C | T | C | T  | C  | T  | C  | C  | T  | C  | T  | C  | T  | C  | T  | T  | C  | T  | C  | T  | C  | T  | C  | T  |
| Risultato | N | P  | P  | V  | N  | V | V | N | V | P  | V  | P  | V  | V  | V  | N  | N  | V  | V  | V  | N  | V  | V  | P  | P  | P  | V  | P  | V  | N  |
| Posizione | 8 | 11 | 12 | 10 | 11 | 7 | 5 | 6 | 4 | 6  | 5  | 6  | 5  | 4  | 4  | 4  | 4  | 4  | 2  | 2  | 3  | 3  | 3  | 3  | 4  | 4  | 3  | 4  | 4  | 4  |

Fonte:  Eliteserien 2020, su altomfotball.no, Altomfotball.
Legenda:

Luogo: C = Casa; T = Trasferta. Risultato: V = Vittoria; N = Pareggio; P = Sconfitta.

### Statistiche dei giocatori
| Giocatore           | Eliteserien | Eliteserien | Eliteserien | Eliteserien | Coppa nazionale | Coppa nazionale | Coppa nazionale | Coppa nazionale | Europa League | Europa League | Europa League | Europa League | Altre coppe | Altre coppe | Altre coppe | Altre coppe | Totale   | Totale | Totale      | Totale     |
| Giocatore           | Presenze    | Reti        | Ammonizioni | Espulsioni  | Presenze        | Reti            | Ammonizioni     | Espulsioni      | Presenze      | Reti          | Ammonizioni   | Espulsioni    | Presenze    | Reti        | Ammonizioni | Espulsioni  | Presenze | Reti   | Ammonizioni | Espulsioni |
| ------------------- | ----------- | ----------- | ----------- | ----------- | --------------- | --------------- | --------------- | --------------- | ------------- | ------------- | ------------- | ------------- | ----------- | ----------- | ----------- | ----------- | -------- | ------ | ----------- | ---------- |
| S. Adegbenro        | 12          | 0           | 0           | 0           |                 |                 |                 |                 | 3             | 0             | 1             | 0             |             |             |             |             | 15       | 0      | 1           | 0          |
| G. Åsen             | 22          | 2           | 2           | 0           |                 |                 |                 |                 | 2             | 0             | 1             | 0             |             |             |             |             | 24       | 2      | 3           | 0          |
| T. Børven           | 14          | 4           | 0           | 0           |                 |                 |                 |                 | 2             | 2             | 0             | 0             |             |             |             |             | 16       | 6      | 0           | 0          |
| E. Botheim          | 3           | 0           | 0           | 0           |                 |                 |                 |                 | 0             | 0             | 0             | 0             |             |             |             |             | 3        | 0      | 0           | 0          |
| F. Brattbakk        | 6           | 0           | 0           | 0           |                 |                 |                 |                 | 1             | 0             | 0             | 0             |             |             |             |             | 7        | 0      | 0           | 0          |
| E. Ceide            | 28          | 0           | 1           | 0           |                 |                 |                 |                 | 1             | 0             | 0             | 0             |             |             |             |             | 29       | 0      | 1           | 0          |
| M. Ceide            | 0           | 0           | 0           | 0           |                 |                 |                 |                 | 0             | 0             | 0             | 0             |             |             |             |             | 0        | 0      | 0           | 0          |
| E. Dahl Reitan      | 22          | 1           | 3           | 0           |                 |                 |                 |                 | 4             | 0             | 0             | 0             |             |             |             |             | 26       | 1      | 3           | 0          |
| V. Eggen Hedenstad  | 19          | 1           | 4           | 0           |                 |                 |                 |                 | 4             | 0             | 0             | 0             |             |             |             |             | 23       | 1      | 4           | 0          |
| H. Eyjólfsson       | 10          | 1           | 1           | 0           |                 |                 |                 |                 | 2             | 0             | 1             | 0             |             |             |             |             | 12       | 1      | 2           | 0          |
| J. Faye Lund        | 12          | -12         | 0           | 0           |                 |                 |                 |                 | 1             | -2            | 0             | 0             |             |             |             |             | 13       | -14    | 0           | 0          |
| D. Flaathe-Simonsen | 0           | 0           | 0           | 0           |                 |                 |                 |                 | 0             | 0             | 0             | 0             |             |             |             |             | 0        | 0      | 0           | 0          |
| H. Gangstad         | 0           | 0           | 0           | 0           |                 |                 |                 |                 | 0             | 0             | 0             | 0             |             |             |             |             | 0        | 0      | 0           | 0          |
| A. Hansen           | 19          | -23         | 0           | 0           |                 |                 |                 |                 | 3             | -3            | 0             | 0             |             |             |             |             | 22       | -26    | 0           | 0          |
| P. Helland          | 19          | 2           | 4           | 0           |                 |                 |                 |                 | 1             | 0             | 0             | 0             |             |             |             |             | 20       | 2      | 4           | 0          |
| M. Henriksen        | 9           | 0           | 1           | 0           |                 |                 |                 |                 | 1             | 0             | 0             | 0             |             |             |             |             | 10       | 0      | 1           | 0          |
| C. Holse            | 30          | 5           | 0           | 0           |                 |                 |                 |                 | 4             | 1             | 1             | 0             |             |             |             |             | 34       | 6      | 1           | 0          |
| E. Hovland          | 18          | 2           | 2           | 0           |                 |                 |                 |                 | 2             | 1             | 0             | 0             |             |             |             |             | 20       | 3      | 2           | 0          |
| D. Islamović        | 27          | 12          | 7           | 1           |                 |                 |                 |                 | 4             | 2             | 1             | 0             |             |             |             |             | 31       | 14     | 8           | 1          |
| M. Johnsen          | 0           | 0           | 0           | 0           |                 |                 |                 |                 | 0             | 0             | 0             | 0             |             |             |             |             | 0        | 0      | 0           | 0          |
| W. Kamanzi          | 0           | 0           | 0           | 0           |                 |                 |                 |                 | 1             | 0             | 0             | 0             |             |             |             |             | 1        | 0      | 0           | 0          |
| P. Konate           | 11          | 1           | 2           | 0           |                 |                 |                 |                 | 2             | 0             | 1             | 0             |             |             |             |             | 13       | 1      | 3           | 0          |
| A. Konradsen        | 11          | 0           | 0           | 0           |                 |                 |                 |                 | 2             | 2             | 1             | 0             |             |             |             |             | 13       | 2      | 1           | 0          |
| M. Lundemo          | 8           | 1           | 0           | 0           |                 |                 |                 |                 | 0             | 0             | 0             | 0             |             |             |             |             | 8        | 1      | 0           | 0          |
| B. Meling           | 3           | 0           | 0           | 1           |                 |                 |                 |                 | 0             | 0             | 0             | 0             |             |             |             |             | 3        | 0      | 0           | 1          |
| F. Nyenetue         | 0           | 0           | 0           | 0           |                 |                 |                 |                 | 0             | 0             | 0             | 0             |             |             |             |             | 0        | 0      | 0           | 0          |
| T. Reginiussen      | 26          | 1           | 4           | 0           |                 |                 |                 |                 | 3             | 1             | 1             | 0             |             |             |             |             | 29       | 2      | 5           | 0          |
| P. Skjelbred        | 15          | 1           | 0           | 0           |                 |                 |                 |                 | 3             | 0             | 0             | 0             |             |             |             |             | 18       | 1      | 0           | 0          |
| S. Skogen           | 0           | 0           | 0           | 0           |                 |                 |                 |                 | 0             | 0             | 0             | 0             |             |             |             |             | 0        | 0      | 0           | 0          |
| O. Solnørdal        | 0           | 0           | 0           | 0           |                 |                 |                 |                 | 0             | 0             | 0             | 0             |             |             |             |             | 0        | 0      | 0           | 0          |
| E. Tagseth          | 26          | 1           | 3           | 0           |                 |                 |                 |                 | 2             | 0             | 0             | 0             |             |             |             |             | 28       | 1      | 3           | 0          |
| S. Tangvik          | 0           | 0           | 0           | 0           |                 |                 |                 |                 | 0             | 0             | 0             | 0             |             |             |             |             | 0        | 0      | 0           | 0          |
| A. Trondsen         | 13          | 1           | 3           | 0           |                 |                 |                 |                 | 0             | 0             | 0             | 0             |             |             |             |             | 13       | 1      | 3           | 0          |
| G. Valsvik          | 11          | 1           | 0           | 0           |                 |                 |                 |                 | 1             | 0             | 0             | 0             |             |             |             |             | 12       | 1      | 0           | 0          |
| R. Wiedesheim-Paul  | 4           | 0           | 0           | 0           |                 |                 |                 |                 | 0             | 0             | 0             | 0             |             |             |             |             | 4        | 0      | 0           | 0          |
| K. Zachariassen     | 29          | 12          | 5           | 0           |                 |                 |                 |                 | 4             | 1             | 2             | 0             |             |             |             |             | 33       | 13     | 7           | 0          |